# Baba Rabba
Baba Rabba (en arameo samaritano: "Gran Padre"), fue uno de los más importantes sumos sacerdotes samaritanos. Se cree que vivió a finales del siglo III y principios del IV d. C. Según Jeffery Cohen, nació en el 288 y murió en el 328.
Hijo del sumo sacerdote samaritano Nethanel III, Baba Rabba probablemente nació en Siquem. Poco se sabe sobre su vida. Según escritos samaritanos posteriores, fue un reformador religioso, junto con el erudito Marqah ayudó a codificar la liturgia y el culto samaritano. Parece haber tenido conexiones con las autoridades romanas y puede haber ejercido alguna autoridad temporal sobre la comunidad samaritana, que parece haber sido relativamente autónoma durante este período.